# Růžena Ostrá
Růžena Ostrá (24. ledna 1932 Černovice – 30. prosince 2020) byla česká vysokoškolská učitelka, zaměřením romanistka, překladatelka, lingvistka, která dlouhodobě akademicky působila na Filozofické fakultě Masarykovy univerzity v Brně. Mezi hlavní oblasti jejího zájmu patřila francouzská sémantika a lexikologie, morfosyntax, historická mluvnice a translatologie.

## Život

### Studium
Narodila se v Černovicích, v okrese Blansko. Po maturitě na gymnáziu v Brně (1950) se o rok později zapsala na katedru románské filologie Filozofické fakulty Masarykovy univerzity v Brně, kde začala studovat francouzštinu a španělštinu. V roce 1952 byla vyslána na dvouletou stáž na Univerzitu C. I. Parhona v Bukurešti. K rumunštině, kterou si zde zdokonalila, posléze přidala italštinu, portugalštinu a ruštinu. Po ukončení studia působila jako překladatelka a tlumočnice – nejprve na ministerstvu zahraničních věcí, poté na československém velvyslanectví v Bruselu a na světové výstavě v Bruselu. Jejím životním posláním se však stala dráha vysokoškolské pedagožky. Za svého dlouholetého působení na brněnské alma mater vychovala několik generací romanistů.

### Profesní dráha
V letech 1962–1997 působila na Ústavu románských jazyků a literatur brněnské univerzity jako odborná asistentka, později docentka (1990). Vyučovala francouzský a rumunský jazyk, historickou mluvnici francouzštiny, španělštiny a portugalštiny, lexikologii a sémantiku. Nejprve jako studentka a později jako kolegyně spolupracovala s profesorem Otto Ducháčkem v oblastech sémantiky, lexikologie i morfologie. Zpracovala a vydala řadu učebních textů (skript), vedla diplomové, dizertační a doktorské práce, z nichž některé byly oceněny Prix Gallica a vyšly tiskem. Cenu Prix Gallica za nejlepší doktorskou a dizertační práci obhájenou v období 2004 a 2005 na univerzitách v ČR obdržel Ondřej Pešek z Jihočeské univerzity v Českých Budějovicích za práci Enrichissement du lexique de l'ancien français: les emprunts au latin dans l'œuvre de Jean de Meun (Masarykova univerzita Brno, 2005, 242 s.), kterou vypracoval pod vedením Růženy Ostré. Slavnostní předání proběhlo 20. března 2006 v rámci Světového dne frankofonie v prostorách ministerstva zahraničních věcí v Černínském paláci v Praze.

## Dílo
Růžena Ostrá je spolu s Otto Ducháčkem hlavní představitelkou tzv. brněnské sémantické školy, která v 60. a 70. letech 20. století získala v romanistických kruzích světové renomé. Brněnská teorie vychází z principů strukturální sémantiky, přičemž význam lexikálních jednotek modeluje jako konfiguraci sémantických rysů, která je výslednicí opozičních vztahů v dané pojmové struktuře. Do této oblasti patří její studie, které strukturální teorie významu aplikují v perspektivě diachronní (Structure nomasiologique du travail en français, étude diachronique d'un champ conceptuel) či v perspektivě komparativní (Le champ conceptuel du travail dans les langues romanes). Kromě zmíněných strukturálně-sémantických výzkumů se zabývala i otázkami morfologie a syntaxe románských jazyků, zejména francouzštiny. Její studie věnované funkční větné perspektivě (La perspective fonctionnelle de la phrase en tchèque et en français), jmenné determinaci (Évolution des fonctions de l'article défini en ancien français (IXe – XIIes.); L'origine de l'article et la perspective fonctionnelle de la phrase) i slovesnému aspektu (Le rôle de l'aspect dans l'évolution du système verbal en français et en tchèque) jsou klíčovými příspěvky k dané tematice v kontextu české a světové romanistiky. Vyznačují se erudicí, jasným výkladovým stylem a přesností analýz konkrétního jazykového materiálu. Díky svému kontrastivnímu zaměření jsou cenným zdrojem pro výzkumy translatologické a srovnávací. Většina statí byla publikována ve sbornících Études Romanes de Brno.
Její překladatelská činnost je zaměřená jak na odbornou literaturu, tak na beletrii. Z francouzštiny překládá literaturu historiografickou a politologickou literaturu (Gill Kepel, Georges  Duby, Pierre Manent) a beletrii (Patrick Chamoiseau, Benoît Duteurtre, Jacques-Pierre Amette, Benjamin De Constant-Rebecque). Většina překladů vyšla v nakladatelství Atlantis v Brně. Překlady do francouzštiny se vztahují k historii a dějinám umění a byly z velké části publikovány ve Francii a Belgii.

## Publikace

### Vědecké monografie
- 1967 – Le champ conceptuel du travail dans les langues romanes: domaines français, espagnol et roumain. In: Études Romanes de Brno, III, 179 p.[11]
- 1975 – Structure onomasiologique du travail en français: étude diachronique d'un champ conceptuel. In: Opéra Universitatis Brunensis, 191, Brno, p. 181–290[12]

### Odborné studie ve francouzštině
- 1965 – Étude comparative d'un champ conceptuel (en coll. avec O. Ducháček). In: Études Romanes de Brno, I, pp. 107–169[8]
- 1966 – Étude comparative des champs conceptuels dans les langues romanes. In: Études Romanes de Brno, II, pp. 23–33[8]
- 1967 – Le champs conceptuel du travail dans les langues romanes. In: Études Romanes de Brno, III, pp. 7–84[8]
- 1971 – Le champ conceptuel du travail en ancien français. In: Études Romanes de Brno, V, s. 19–44[8]
- 1972 – Le signe linguistique et les changements sémantiques. In: Beiträge zur romanischen Philologie, XI, Heft 1, Berlin, s. 118–131
- 1975 – Sur l'évolution de la flexion nominale dans les langues romanes. In: Études Romanes de Brno, VIII, 1975, s. 15–29[8]
- 1977 – Structure du signe lexical et les « anomalies sémantiques. In: Atti del 14. Congresso Internationale di linguistica e fUologia romanza, Napoli-Haag, s. 327–334
- 1977 – Anomalies sémantiques et économie de la langue. In: Études Romanes de Brno, IX, s. 67–77[8]
- 1979 – L'interprétation sémantique dans la traduction. In: Études Romanes de Brno, X, s. 31–37[8]
- 1981 – Anomalie sémantique et référence. In: Études Romanes de Brno, XII, s. 63–74[8]
- 1983 – Les raisons de l'usage abondant des dictionnaires en France. In: Études Romanes de Brno, XIV, s. 17–26[8]
- 1985 – La perspective fonctionnelle de la phrase en tchèque et en français. In: Études Romanes de Brno, XVI, s. 7–16[8]
- 1986 – Marques du complément d'objet direct dans les langues romanes. In: Études Romanes de Brno, XVII, s. 57–64[8]
- 1987 – Structures lexicales et oppositions sémantiques. In: Etudes Romanes de Brno, XVIII, s. 9–18[8]
- 1988 – Le rôle de l'aspect dans l'évolution du système verbal en français et en tchèque. In: Études Romanes de Brno, XIX, s. 9–19[8]
- 1989 – Évolution des fonctions de l'article défini en ancien français (IXe – XIIes.). In: Études Romanes de Brno, XX, 1989 s.[8]
- 1991 – L'origine de l'article et la perspective fonctionnelle de la phrase. In: Études Romanes de Brno, XXI, s. 9–18[8]
- 1994 – Sur l'un des enjeux moins évidents de la législation linguistique française. In: Études Romanes de Brno. XLIII, s. 39–13[8]

### Učebnice a výukové materiály
- 1967 – Úvod do dějin španělského jazyka. 1. vyd. Praha: Státní pedagogické nakladatelství
- 1973 – Úvod do studia románských jazyků. 1. vyd. Praha: Státní pedagogické nakladatelství
- 1978 – Úvod do studia románských jazyků. 2. vyd. Praha: Státní pedagogické nakladatelství
- 1980 – Přehled vývoje románských jazyků. 1. vyd. Praha: Státní pedagogické nakladatelství
- 1988 – Úvod do studia románských jazyků. 3. přepracované vyd. Praha: Státní pedagogické nakladatelství
- 1990 – Přehled vývoje románských jazyků. 1. vyd. Praha: Státní pedagogické nakladatelství
- 1990 – Přehled vývoje románských jazyků. Díl I., Lidová latina. Francouzština. 2. vyd. Praha: Státní pedagogické nakladatelství

### Překlady z francouzštiny do češtiny
- 1993 – Solibo Ohromný / Patrick Chamoiseau[10]
- 1996 – Boží pomsta: křesťané, židé a muslimové znovu dobývají svět / Gilles Kepel[10]
- 1997 – Vznešené paní z 12. století I, Heloisa, Aliénor, Isolda a další / Georges Duby[10]
- 1999 – Vznešené paní z 12. století II, Památka babiček / Georges Duby[10]
- 1999 – Vznešené paní z 12. století III, Eva a kněží / Georges Duby[10]
- 2003 – Divná doba / Benoît Duteurtre[10]
- 2004 – Cesta do Francie / Benoît Duteurtre – autor vyznamenán cenou Prix Goncourt (2003)[10]
- 2005 – Služba zákazníkům / Benoît Duteurtre[10]

- 2007 – Proč existují národy: úvahy o demokracii v Evropě / Pierre Manent
- 2008 – Brechtova milenka / Jacques-Pierre Amette[10]

- 2009 – Holčička a cigareta / Benoît Duteurtre[10]
- 2012 – O dobyvačnosti a uzurpaci a jejich vztazích s evropskou civilizací / Benjamin De Constant-Rebecque

### Překlady z češtiny do francouzštiny
- 1970 – Etudiants tchèques aux écoles protestantes de l'Europe occidenta le à la fin du 16. et au 17. siècle / František Hrubý[13]

## Ocenění
- 1993 – Cena Josefa Jungmanna za překlad románu Patricka Chamoiseaua Solibo Ohromný[14]
- 2002 – Zlatá medaile Masarykovy univerzity v Brně[6]
- 2019 – Rytíř Řádu akademických palem (Chevalier dans l'Ordre des Palmes Académiques) – ocenění udělené francouzským ministrem školství (a v jeho zastoupení velvyslancem, případně jiným diplomatem z ambasády dané země) za zásluhy o šíření francouzského jazyka, vědy a kultury.[15]